# Германско-монгольские отношения
Германско-монгольские отношения — двусторонние дипломатические отношения между Германией и Монголией. Отношения в основном связаны с Германской Демократической Республикой и Монгольской Народной Республикой. Благодаря выдачи многих стипендий и большой экономической помощи во время холодной войны, немецкая культура все еще прочно укоренилась в Монголии сегодня. Таким образом, около 30 000 монголов все еще говорят на немецком языке.

## История
В 1241 году произошёл самый ранний контакт между германским и монгольским народом, во время битвы за Легнице, когда Монгольская империя под руководством Байдара одержала победу над объединёнными силами поляков, моравов и немцев, хотя вскоре монголы отступили в Венгрию. Следующая встреча состоялась только в 1776 году, когда Пётр Симон Паллас опубликовал свою работу „сборник исторических новостей о монгольских народностях"“ В последующие десятилетия другие работы по Монголии и ее культуре были опубликованы различными писателями.
В 1911 году Монголия провозгласила независимость после национальной революции и предприняла неудачную попытку установить отношения с Германской империей через своё представительство в Санкт-Петербурге. В 1921 году в Монголии произошла народная революция и правящая Монгольская народная партия сделала установление экономических связей с Германией одним из главных приоритетов. В 1921 году в Урге (ныне Улан-Батор) была основана первая немецко-монгольская торговая компания. В ходе этого немецкие бизнесмены построили первые торговые филиалы в Монголии. Чуть позже к Монголии обратились и дипломаты. В последующие годы в Монголию были экспортированы в основном немецкие машины.
В 1924 и 1926 годах монгольский министр культуры Эрдений Батухан занимался в Веймарской республике обучением монгольских студентов.
В том же году германско-монгольские отношения резко обострились из-за шпионских обвинений в адрес немецких купцов. Это связано, прежде всего, с распространяющимся в Монголии сталинизмом, который рассматривал немецкий язык как негативное влияние капитализма. К 1930 году все немецкие купцы были выведены из Монголии. Нацистская Германия и Монгольская Народная Республика были врагами во Второй Мировой войне.
13 апреля 1950 года Монгольская Народная Республика и Германская Демократическая Республика установили дипломатические отношения, а 31 января 1974 года были установлены отношения между МНР и Федеративной Республики Германии. В 1957 году первая партия из 50 монгольских студентов была отправлена в Германию[уточнить] и Францию для получения образования, в том числе и Дашдоржийн Нацагдорж, отец-основатель современной монгольской литературы. Исторически, Монгольская Народная Республика имела крепкие связи с Германской Демократической Республикой, которые сохранились до наших дней.
Тесные отношения обоих государств выражались прежде всего экономическими пособиями и стипендиями для монгольских студентов в Германии. За время существования ГДР было проведено множество государственных визитов обеих сторон для укрепления отношений обоих государств. Таким образом, ГДР стала главным партнером МНР в Европе.
Ниже приведен список основных государственных визитов между ГДР и МНР:
| Дата | Имя               | Пост                                            | Место | Причина                                                    |
| ---- | ----------------- | ----------------------------------------------- | ----- | ---------------------------------------------------------- |
| 1955 | Отто Гротеволь    | Председатель Совета министров ГДР               | МНР   | Заключение торговых отношений                              |
| 1957 | Юмжагийн Цеденбал | Первый секретарь ЦК МНРП                        | ГДР   | Заключение договора о дружбе                               |
| 1960 | Генрих Рау        | Министр внешней и внутригерманской торговли ГДР | МНР   |                                                            |
| 1968 | Вилли Штоф        | Председатель Совета министров ГДР               | МНР   | Заключение расширенного договора о дружбе и сотрудничестве |
| 1969 | Юмжагийн Цеденбал | Первый секретарь ЦК МНРП                        | ГДР   | Гость 20-летия ГДР                                         |
| 1973 | Эрих Хонеккер     | Первый секретарь ЦК СЕПГ                        | МНР   | Продление договора о дружбе и сотрудничестве               |
| 1977 | Юмжагийн Цеденбал | Первый секретарь ЦК МНРП                        | ГДР   | Подписание нового договора о дружбе и сотрудничестве       |

Визит Отто Гротеволя в 1955 году установил торговые отношения между двумя государствами. Они были основаны главным образом на помощи в целях развития со стороны Германской Демократической Республики. В ходе этого периода между 1960 и 1984 годами было построено много разных заводов, в том числе спичечный завод, ковровую фабрику и мясокомбинат. Также ГДР и МНР договорились о сотрудничестве в области добычи полезных ископаемых. Кроме того, в ноябре 1968 года был создан Комитет по экономическому и научно-техническому сотрудничеству, а в сентябре 1973 года было достигнуто соглашение о взаимном признании школьных и университетских степеней.
В 1989 году в Мюнхене было организовано около 300 экспонатов из монгольских музеев, посвященных «искусству и культуре монгольского конного народа».
В 1990 году в Монголии произошла Монгольская демократическая революция, после чего страна установила тесные партнерские отношения с объединенной Германией, что охватывает все сферы политической, экономической и социальной жизни. 
Ниже приведен список наиболее важных государственных визитов с 1990 по 2000 год:
| Дата               | Имя                         | Пост                                                                       | Место    |
| ------------------ | --------------------------- | -------------------------------------------------------------------------- | -------- |
| Сентябрь 1990 года | Правительственная делегация | Федеральное министерство экономического сотрудничества и развития Германии | МНР      |
| Июнь 1991 года     | Цэрэнпэлийн Гомбосурэн      | Министр иностранных дел МНР                                                | Германия |
| Сентябрь 1991 года | Дитер-Юлиус Кроненберг      | Вице-президент бундестага                                                  | МНР      |
| Февраль 1992 года  | Дашийн Бямбасурэн           | Председатель Совета Министров МНР                                          | Германия |
| Июль 1992 года     | Helmut Schäfer              | Государственный министр при МИД ФРГ                                        | Монголия |
| Август 1992 года   | Карл-Дитер Шпрангер         | Федеральный министр экономического сотрудничества и развития               | Германия |
| Январь 1993 года   | Нацагийн Багабанди          | Председатель Великого государственного хурала                              | Германия |
| Ноябрь 1994 года   | Lkhamsuren Enebisch         | Заместитель премьер-министра Монголии                                      | Германия |
| Декабрь 1994 года  | Chojisuren Purevdorj        | Заместитель премьер-министра Монголии                                      | Германия |
| Февраль 1995 года  | Jamba Gombojav              | Заместитель председателя Великого государственного хурала                  | Германия |
| Июль 1995 года     | Буркхард Хирш               | Вице-президент бундестага                                                  | Монголия |
| Сентябрь 1995 года | Пунсалмаагийн Очирбат       | Президент Монголии                                                         | Германия |
| Февраль 1996 года  | Chojisuren Purevdorj        | Заместитель премьер-министра Монголии                                      | Германия |
| Май 1996 года      | Nanzad Luvsanjav            | Министр юстиции Монголии                                                   | Германия |
| Сентябрь 1996 года | Клаус Кинкель               | Министр иностранных дел Германии                                           | Монголия |
| Октябрь 1996 года  | Radnaasumberel Gonchigdorj  | Председатель Великого государственного хурала                              | Германия |
| Декабрь 1996 года  | Jugnee Amarsanaa            | Министр юстиции Монголии                                                   | Германия |
| Сентябрь 1997 года | Шухэрийн Алтангэрэл         | Министр иностранных дел Монголии                                           | Германия |
| Сентябрь 1997 года | Chultem Lhagvajav           | Министр образования и науки Монголии                                       | Германия |
| Март 1998 года     | Puntsag Tsagaan             | Министр финансов Монголии                                                  | Германия |
| Май 1998 года      | Санжаасурэнгийн Зориг       | Министр инфраструктуры Монголии                                            | Германия |
| Сентябрь 1998 года | Роман Херцог                | Федеральный президент ФРГ                                                  | Монголия |
| Сентябрь 1999 года | Ням-Осорын Туяа             | Министр иностранных дел Монголии                                           | Германия |

В период с мая по июнь 1995 года в Улан-Баторе была проведена смешанная немецко-монгольская культурная комиссия во главе с Петром Трухартом.
16 сентября 1997 года между Германией и Монголией было подписано соглашение о культурном обмене и сотрудничестве.
Основные моменты дипломатических отношений между Германией и Монголией - визит федерального президента Германии Романа Херцога в Монголию в 1998 году и монгольского президента Нацагийна Багабанди в Ганновер в 2000 году по случаю выставки Expo 2000.
В 2001 году в монгольском МИДе в Улан-Баторе состоялась первая конференция монгольско-германского форума, которая выступает в качестве межведомственного дискуссионного форума для свободного обмена мнениями. Таким образом, должны появиться новые возможности для будущего сотрудничества обеих стран.
В 2007 году оба государства подписали соглашение о финансовом сотрудничестве, которое состояло в основном из финансовых ресурсов и должно укрепить экономический и финансовый сектор Монголии.
Тогдашний федеральный президент Германии Хорст Кёлер посетил Монголию в 2008 году и подписал «совместное заявление о всеобъемлющих партнерских отношениях между Германией и Монголией». Декларация подкрепляет усилия обоих государств по улучшению политических, экономических и культурных отношений.
В 2011 году Ангела Меркель отправилась в Монголию в качестве первого федерального канцлера, подписав там «соглашение между правительством ФРГ и правительством Монголии о сотрудничестве в сырьевой, промышленной и технологической областях».
В 2014 году министр иностранных дел Германии Франк-Вальтер Штайнмайер посетил Монголию для принятия участия в праздновании 40-й годовщины установления дипломатических отношений между странами. В 2015 году Монголия стала официальной страной-партнером международной туристической биржи ITB Berlin. По этому случаю президент Монголии Цахиагийн Элбэгдорж и председатель Великого государственного хурала Монголии Миеэгомбын Энхболд с официальным визитом посетили Германию. В октябре 2015 года федеральный президент ФРГ Йоахим Гаук совершил государственный визит в Монголию. В 2016 году федеральный канцлер Германии Ангела Меркель приняла участие в саммите АСЕМ в Улан-Баторе и провела переговоры с президентом Монголии Цахиагийном Элбэгдоржем.

## Миграция
В 2010 году в Германии проживало 3852 граждан Монголии.

## Торговля
22 августа 1994 года Федеративная Республика Германия и Монголия приняли соглашение об избежании двойного налогообложения.
Год спустя, в октябре 1995 года, обе страны подписали соглашение о финансовом сотрудничестве.
Делегация Комитета по экономическому сотрудничеству и развитию бундестага посетила Монголию в марте 1998 года.
Германия и Великобритания является основными торговыми партнёрами Монголии в Европейском союзе. В 2017 году Германия импортировала товары на сумму около 10,0 млн евро из Монголии и экспортировано товаров на сумму около 130 млн евро в эту страну. Экспорт Германии в Монголию: машинное оборудование (13,6 %), продукты питания (19,4 %), химические продукты (12,4 %), автомобили и запчасти для автомобилей (12,3 %), текстиль и одежда (5,3 %). Импорт Германии из Монголии: сырьевые товары (56,3 %), текстиль и одежды (33,1 %), машинное оборудование и металлические изделия (1,7 %).

## Дипломатические представительства
- У Германии имеется посольство в Улан-Баторе[27][28].
- Монголия содержит посольство в Берлине[29] и генеральные консульства в Франкфурте, Гамбурге, Лейпциге и Мюнхене[30].